# Jean-Pierre Brits
Jean-Pierre Brits, né le 2 avril 1991 à Johannesbourg, est un joueur professionnel de squash représentant l'Afrique du Sud. Il atteint en décembre 2019 la 129e place mondiale sur le circuit international, son meilleur classement. Il est champion d'Afrique du Sud en 2019.

## Palmarès

### Titres
- Championnats d'Afrique du Sud : 2019